# Józef Aleksander Jabłonowski

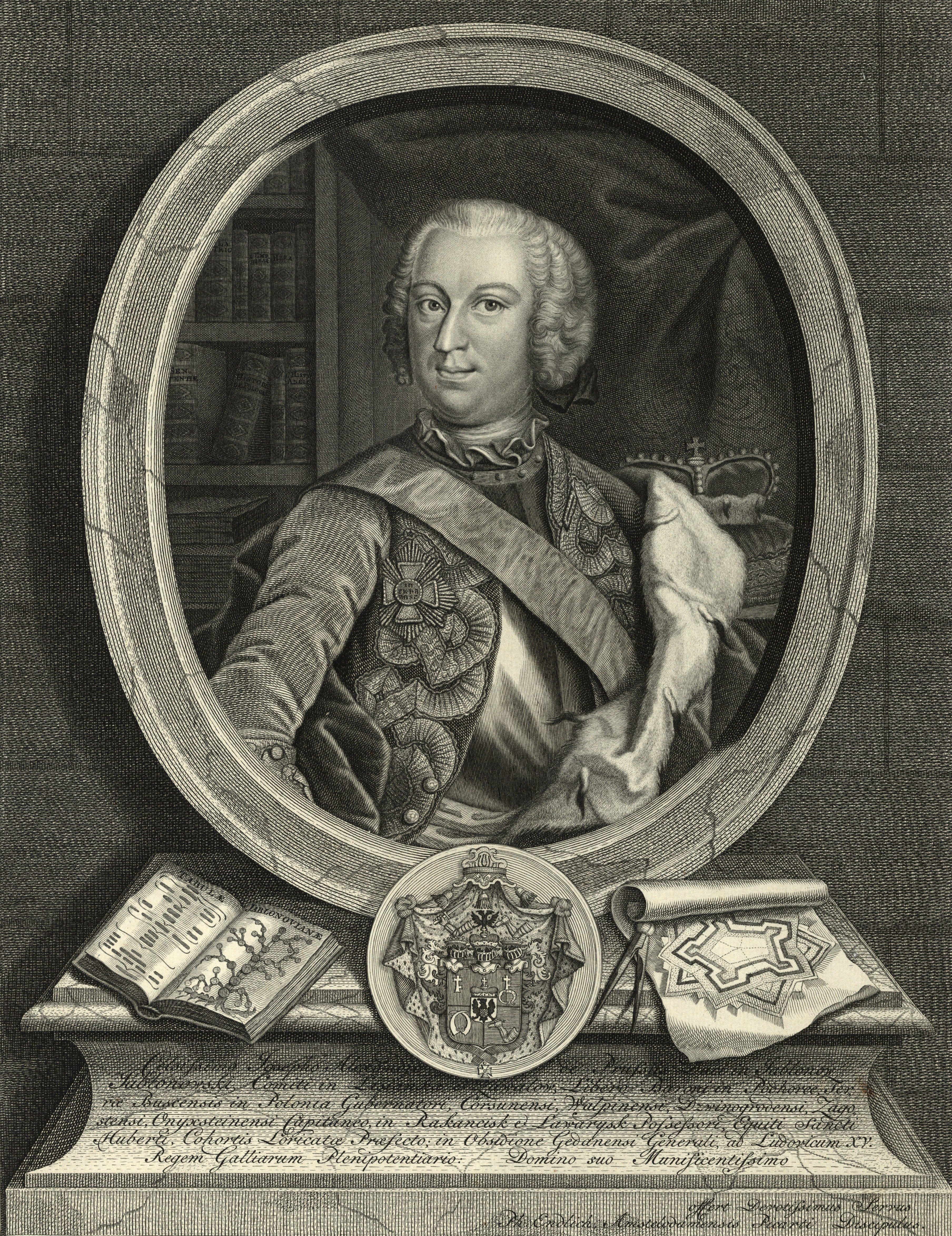
Józef Aleksander Jabłonowski na miedziorycie Philippusa Endlicha (1743)

Józef Aleksander Jabłonowski książę herbu Prus III, krypt.: I. A. X. z P. I. S. Z. X. L. B. K. W. Z. D. O. L. R. S.; X. J.J.P. W. N. (ur. 4 lutego 1711 w Tychomlu, zm. 1 marca 1777 w Lipsku) – od 1755 wojewoda nowogródzki, od 1744 stolnik wielki litewski, w latach 1723–1755 starosta buski, starosta korsuński, ławaryski, rakanciski; historyk, bibliograf, heraldyk, mecenas sztuki, tłumacz i poeta; założyciel Towarzystwa Naukowego Jabłonowskich (1768).

## Życiorys
Syn Aleksandra Jana, chorążego wielkiego koronnego, i Teofili z Sieniawskich. Początkowo kształcił się w domu rodzinnym. Edukację ukończył podróżą zagraniczną, podczas której w latach 1729–1731 odwiedził: Francję, Niemcy, Holandię i Anglię. 
Poseł województwa bełskiego na sejm 1732 roku. Poseł województwa inflanckiego na sejm nadzwyczajny 1733 roku przerwany wskutek śmierci króla Augusta II Mocnego. Jako poseł na sejm konwokacyjny 1733 roku z województwa inflanckiego był członkiem konfederacji generalnej zawiązanej 27 kwietnia 1733 roku na tym sejmie. Na sejmie elekcyjnym w 1733 był elektorem Stanisława Leszczyńskiego. Posłował od niego w tajnej misji (zleconej przez ród Czartoryskich) do Ludwika XV. Był komisarzem pełnomocnym króla Stanisława Leszczyńskiego w konfederacji dzikowskiej 1734 roku. 
Poseł ziemi halickiej na sejm 1740 roku. W roku 1743 uzyskał od cesarza Karola VII tytuł książęcy. Był posłem województwa płockiego na sejm 1746 roku. Był posłem ziemi halickiej na sejm 1750 roku. W latach 1755–1772 był 
wojewodą nowogródzkim. Był marszałkiem przedkonwokacyjnego nowogródzkiego sejmiku kapturowego 1764 roku. 7 maja 1764 roku podpisał manifest, uznający odbywający się w obecności wojsk rosyjskich sejm konwokacyjny za nielegalny. Po pierwszym rozbiorze Rzeczypospolitej (1772) zrezygnował z urzędu senatorskiego.
Popularyzator dzieł Mikołaja Kopernika. Bezskutecznie zabiegał o wykreślenie jego dzieła z indeksu dzieł zakazanych. W roku 1761 wykupił dwór w Czarnolesie, by zachować pamięć o Janie Kochanowskim. 
Ceniąc wysoko prawdę dziejową, ufundował w 1774 roku na Uniwersytecie w Lipsku instytucję naukową nazwaną Towarzystwem Naukowym Jabłonowskich (łac. Societas Jablonoviana), które funkcjonuje do dziś. W XVIII wieku towarzystwo wydawało dzieła z zakresu historii Polski, matematyki, ekonomii. 
Posiadał 18 rezydencji, m.in. pałac w Podhorcach koło Stryja, pałac w Jabłonowie Litewskim koło Łunnej, zamek w Lachowcach na Wołyniu, zamek w Zawałowie, pałac w Busku, „palatia” w Książęcinie, Suszowcach zwanych Prussów, Steblowie, pałac w Żemielińcach i Ulowcach. Przyczynił się do fundacji kościoła i klasztoru trynitarskiego w Teofilpolu, murowanego kościoła i klasztoru dominikańskiego w Lachowcach, kaplicy i misji bazyliańskiej w Jabłonowie Litewskim. Na zamku w Lachowcach, wzniesionym na wyspie, w kształcie pentagonu, zgromadził jedną z najwcześniejszych kolekcji starożytności w Rzeczypospolitej (gromadzoną od lat 30. wieku XVIII) oraz rozbudowaną galerię portretową.
Odznaczony Orderem Złotego Runa, Orderem Świętego Ducha, Orderem Świętego Huberta (1744) oraz Orderem Świętego Michała.

## Twórczość
Większe natomiast zasługi oddał na polu nauki historycznej, w zakresie której wydał szereg dzieł. Z jego polecenia i jego sumptem wyszedł w roku 1772 w Paryżu znany atlas Rizziego-Zannoniego – pierwszy atlas ziem polskich Carte de Pologne....

### Ważniejsze dzieła
1. L'Empire des Sarmates, aujourd'hui Royaume de Pologne... Halle, 1742. Wyd. nast. zmien. i poszerz.: Norymberga, 1748; Halle, 1755; Norymberga, 1758; rękopis: Biblioteka Czartoryskich, sygn. 1155.
2. Szachownica dla łatwiejszego pojęcia nauki heraldycznej w grę zabawną obrócona, Lwów 1742(?) lub po roku 1747, (dedykowana A. i M. Sapiehom).
3. Heraldyka, to jest osada klejnotów rycerskich i wiadomość znaków herbowych, dotąd w Polszcze nie objaśniona... Lwów, 1742. Wyd. nast. poszerz.: Lwów, 1748; Lwów, 1752; (Przełęcki notuje też edycje w roku 1749).
4. Tabulae Jablonovianae ex arboribus genealogicus familiarum Slavicarum Regni Poloniae... Editio prima atque novissima Amsterdam, 1743(-1748), dedykowane S. Leszczyńskiemu. (Cz. 2:)  Tabulae Jablonovianae... Opus novissimum, editio prima Norymberga(-Warszawa), 1748(-1754); rękopis znajdował się w Bibliotece Narodowej, sygn. 285 (depozyt prezydenta z Archiwum Wilanowskiego) – zniszczony w roku 1944. Dzieło wydawane tablicami, przy współudziale J. E. Minasowicza i J. A. Załuskiego. W obu częściach po dedykacjach publikowano przysłane do autora listy różnych osobistości i wiersze (W. Jakubowskiego, S. Konarskiego, J. K. Skopa).
5. „Mowa... po kilku sesji na alternacie wojew. poznańskiego i krakowskiego strawionych”, brak miejsca wydania (około roku 1746).
6. „Mowa... na pogrzebie J. O. Księżny Anny z Sanguszków Radziwiłłowej... miana w Nieświeżu d. 15 września 1747 r.”, w zbiorze: Kazania i mowy na pogrzebie J. O. X. Kanclerzyny W. W. X. Lit., Wilno 1750.
7. Opisanie fundacji zamku i kaplicy w Lachowicach 1751 r., brak miejsca i roku wydania.
8. Ostafi po polsku, Eustachiusz po łacinie, Placyd po świecku. Życie którego świętego z poważnych autorów zebrane, jak pełne przeciwności czytelnika zdumiewa, tak przykłady jego, nauki i moralizacje tu przyłączone niech budują. Tudzież nauka o wierszach i wierszopiscach polskich wszystkich przydana..., Lwów 1751, (dedyk. wierszem J. K. Jabłonowskiemu i jego żonie Annie; od karty 12: alfabetyczny Zbiór poetów polskich sporządzony przez J. A. Załuskiego; fragmenty wyd. M. Juszyński w: Dykcjonarz poetów polskich, t. 1, Kraków 1820).
9. Museum Polonum seu collectionem in Regno Poloniae et Magno Ducatu Lithuaniae scriptorum, editorum et edendorum opus bipartitum, dicat tomus I, tomus vero II complecitur alios Polonos et Polonas, supplementum alphabeticum tum eos, qui de Poloniae Regno variis idiomatibus scripsere T. 1. Lwów, 1752 (właśc. 1752–1754); wyd. 2 Elbląg 1766; (dedykowane J. A. Załuskiemu).
10. Trygonometria z przypiskami do astronomii potrzebnymi, brak miejsca wydania 1753
11. Dodecas ducum Martis Poloniae Magnique Ducatus Lithuaniae... Dwanaście wodzów polskich z 16-tu wszystkich tylko dożywotnich i naszego już wieku: buławy szacowane, klejnot bezcenny, wolność upiastowały. A tu się mówi o wszystkich prawie hetmanach, potrzebach, domach, imionach i rycerzach, godnych nieśmiertelnej pamięci, w co i kronika wchodzi wojenna cała z zawistnymi sąsiady. Lwów, 1754; (dzieło w jęz. polskim; tytuł łaciński i polski).
12. De motu telluris variorum priopriumque systema. Lwów, 1760; (dedykowane papieżowi Klemensowi XIII).
13. Poloniam et patronum eius tutelarem ac apostolum patriae suae divum Adalbertum vindicat et defendit contra Bohemos, Boleslum, Balbinum aliosque authores. Warszawa, 1761; (dedykowane wierszem papieżowi Klemensowi XIII).
14. Narratio... redeuntis a serenissimo throno Galliae, in bibliotheca arcis Lachobecenis reposita. Warszawa, 1761.
15. De astronomiae ortu atque progressu et de coelesti systemate opus astronomico-historicum, Rzym (około roku 1763); wyd. nast.: De astronomiae ortu atque progressu et de telluris motu, opus astronomico-historicum..., Gdańsk 1763; (dzieło dedykowane i osobiście wręczone papieżowi Klemensowi XIII).
16. Lechi et Czechi adversus scriptorem recentissimum Vindiciae, cz. 1-2, Lipsk 1771; cz. 3: Dissertatio de Lecho praemio Jablonoviano affecta d. 15 Maii 1770, Lipsk brak roku wydania; wyd. nast. pomnożone: Lechi et Czechi Vindiciae, Lipsk 1775 (tu załączono 16 recenzji dzieła); Lipsk 1777, rękopis: Biblioteka Czartoryskich, sygn.: 1145–1146, 1165; (polemika z dziełem A. L. Schloezera: Dissertatio de Lecho).
17. Carte de Pologne divisée par provinces et palatinats..., Paryż 1772, (współautorzy: S. Hilaire, F. F. Csaki de Kerestszegh, J. A. Rizzi Zannoni; zobacz: Prace edytorskie poz. 2).
18. Genealogia Sarmatów, Slawonów i Scytów, rękopis z roku 1774: Biblioteka Czartoryskich, sygn. 1154.
19. Dissertatio de gestis Polonorum cum Bohemis et de vero corpore S. Adalberti Archi-Episcopi Gnesnensis et Martyris. Gnesnae quiescentis, brak miejsca i roku wydania.
20. O królestwie i królach Tracji, rękopis: Biblioteka Czartoryskich, sygn. 1171, (po łacinie).

Polski Słownik Biograficzny wymienia ponadto następujące dzieła rękopiśmienne Jabłonowskiego:
- O stosunkach Polski z Turcją
- O hospodarach mołdawskich
- O Kozakach
- O Porcie Ottomańskiej.

Dwa utwory literackie ogłoszono w Zabawach Przyjemnych i Pożytecznych (1774, 1776), a kilka rozpraw w Acta Societatis Jablonovianae (t. 4-5, Lipsk 1774). W. Konopczyński przypisuje mu ponadto autorstwo broszury: Protestacja obywatela polskiego przeciw podziałowi swej ojczyzny, 1773, (druk nienotowany przez Estreichera ani Centralny Katalog Starych Druków w Bibliotece Narodowej).

### Przekłady
1. Ustawy i zdanie przeciwko wynikającym w sercu ludzkim zarazom, (Lwów) 1741 i Warszawa 1741, „Edycja druga” 1754, (tłum. sentencji i maksym A. N. Amelota de la Houssaye, J. T. Oxenstierny i innych).
2. Ch. Rollin:  Dziejopis starożytny, T. 1, Lublin 1743, (przekł. skrócony).
3. Nagody Pańskie, powab i pokarm chrześcijańskiego człowieka, do zbioru obfitych łask Boskich... Odrobiny zbawienne przymietane z języków łacińskiego, francuskiego, włoskiego, polskiego i wielu własnych przydatków..., brak miejsca wydania 1755, (dedykowane żonie, Karolinie z Radziwiłłów).
4. Pismo Święte w ogarnieniu, a psalmy w zupełności, polskim językiem podane przez autorów w przedmowie namienionych, brak miejsca wydania 1760, (współautor: A. Ostroróg).

### Prace edytorskie
1. S. Szadurski: Principia ratiocinandi variis dialogis, (Warszawa) 1760.
2. Carte de Pologne divisée par provinces et palatinats..., Paryż 1772, (zobacz: Ważniejsze dzieła poz. 17).

### Listy i materiały
1. Korespondencja z J. A. Załuskim z lat: 1731, 1742–1743, 1745, 1747–1748, 1751, 1754, 1759, 1763; rękopisy: Biblioteka Narodowa, sygn.: 3231, 3242–3243, 3245, 3247–3248, 3251, 3254, 3259, 3263.
2. Korespondencja z różnymi osobami z lat 1734–1772, m.in. z A. Jabłonowską, rękopis:  Biblioteka Czartoryskich, sygn. 1156.
3. Do cesarza Karola VII z roku 1754, rękopis: Biblioteka Czartoryskich, sygn. 727, (porównaj: poz. 15).
4. Listy z lat: 1754, 1769–1773, m.in. do W. Rzewuskiego, rękopis: Biblioteka Czartoryskich, sygn. 1160 (tu także notaty historyczne).
5. Do H. Brühla, rękopis: Sächsische Landeshauptarchiv w Dreźnie, zbiór Korrespondenz des Pr. Min. Grafen Brühl mit den polnischen Grössen.
6. Korespondencja z lat 1763–1764, m.in. do: A. Jabłonowskiej, S. Konarskiego, W. Rzewuskiego; od: W. Jakubowskiego; rękopis: Biblioteka Czartoryskich, sygn. 1153; stąd też list od Konarskiego z kwietnia roku 1764 ogł. J. Nowak-Dłużewski w: Listy S. Konarskiego 1733-1771, Warszawa 1962.
7. Do Stanisława Augusta 9 listów z lat 1764–1780, rękopis: Biblioteka Czartoryskich, sygn. 665.
8. Korespondencja z min. Sackenem z roku 1767, rękopis: Sächsische Landeshauptarchiv w Dreźnie, loc. 3512, Polonica 1767.
9. Do księcia de Choiseul 26 listów z lat 1768–1769, rękopis: Ossolineum, sygn. 3036/I.
10. Korespondencja z F. Pubičką z lat 1769–1772, ogł. M. Kudelka w: „K otáce česko-polských literárních vztahů v počátcich českého národního obrození”, Slezský sbornik, rocznik 5 (1957), nr 2, s. 251-271.
11. Korespondencja od roku 1770, rękopis: Biblioteka Czartoryskich, sygn. 1157 (tu także notaty historyczne).
12. Listy z lat 1733–1763 od rodziny, S. Leszczyńskiego i innych osób, rękopis: Biblioteka Czartoryskich, sygn. 601.
13. Listy z lat 1734–1772 od różnych osób, m.in. od J. A. Załuskiego z roku 1763, rękopis: Biblioteka Czartoryskich, sygn. 1162.
14. Od J. Tarły, J. Wiśniowieckiego i J. A. Załuskiego z lat 1738–1754, wyd. zobacz: Ważniejsze dzieła poz. 4.
15. List i dyplom od cesarza Karola VII z roku 1745, rękopis: Biblioteka Czartoryskich, sygn. 788, (porównaj: poz. 3)
16. Listy od monarchów i książąt z lat 1757–1770, m.in. od Stanisława Leszczyńskiego, rękopis: Biblioteka Czartoryskich, sygn. 1135.
17. Listy z Francji z lat 1759–1765, rękopisy: Biblioteka Czartoryskich, sygn. 1137–1138.
18. Od różnych osób z roku 1762, m.in. od: A. Jabłonowskiej, W. Jakubowskiego, S. Konarskiego, W. Rzewuskiego, rękopis: Biblioteka Czartoryskich, sygn. 1136.
19. Od różnych osób z lat 1764–1774, m.in. od: żony, J. Chreptowicza z roku 1774, A. Krasińskiego z roku 1770, Stanisława Augusta z lat 1771–1772; rękopis: Biblioteka Czartoryskich, sygn. 1170 (tu także zbiór materiałów do konfederacji barskiej).
20. Od różnych osób z lat 1769–1773, m.in. od Stanisława Augusta z roku 1773, rękopis: Biblioteka Czartoryskich, sygn. 1161.
21. Od różnych osób z lat 1772–1774, rękopis: Biblioteka Czartoryskich, sygn. 1167.
22. Od różnych osób, m.in. od: A. Jabłonowskiej, A. Krasińskiego, Stanisława Augusta, rękopis: Biblioteka Czartoryskich, sygn. 845.
23. Listy od różnych osób, rękopis: Biblioteka Czartoryskich, sygn. 301.
24. Immatriculatio... in Academia Pataviensi, rękopis: Biblioteka Czartoryskich, sygn. 962.
25. Diariusz memorabilium podróży..., 1762, autograf: Ossolineum, sygn. 9656/II.

Korespondencja, notaty historyczne, dzieła i inne, znajdują się ponadto w rękopisach: Archiwum Główne Akt Dawnych (Archiwum Radziwiłłów, dz. V, teka 124 nr 5712 i teka 125 nr: 5717, 5721); Biblioteka Czartoryskich, sygn.: 137, 1140–1142 (notaty historyczne), 1144 (pisma historyczne), 1155, 1158–1159 (notaty historyczne), 1163 (notaty historyczne) – 1166, 1168–1169 (pisma historyczne), 3843, 5711–5713; Biblioteka Narodowa (BOZ), sygn. 1141; byłe Ossolineum we Lwowie (Archiwum Sapiehów, sygn.: 465, 531, 836, F. 152, F. 417-436; Teofil-pol., t. 75, pl. 181; t. 74, 84; Teki Lubomirskich, t. 32 i innych); Stadtarchiv w Lipsku, sygn. VII G 1-11 (akta dotyczące fundacji lipskiej).